# Tomasz Wylenzek
Tomasz Wylenzek, född den 9 januari 1983 i Świerklaniec, Polen, är en tysk kanotist.
Han tog OS-guld i C-2 1000 meter i samband med de olympiska kanottävlingarna 2008 i Peking.
Han tog OS-brons i C-2 500 meter och OS-silver i C-2 1000 meter i samband med de olympiska kanottävlingarna 2008 i Peking.